# Коршевихино
 Коршевихино  — деревня в Глазовском районе Удмуртии в составе  сельского поселения Понинское.

## География
Находится на расстоянии примерно 14 км на северо-восток по прямой от центра района города Глазов. 

## История
Упоминается с 1795 года. В 1802 года отмечалась как деревня Симпаловская с 18 дворами. В 1873 году здесь (Симпаловская или Комевихино) было дворов 24 и жителей 292, в 1905 51 и 450, в 1924 (уже Коршевихино) 58 и 388 (все удмурты). Работали  колхозы «Большевик», им. Будённого, совхоз «Понинский».

## Население
Постоянное население  составляло 29 человек (удмурты 90%) в 2002 году, 13 в 2012.